# Aplicacions obertes i aplicacions tancades
En matemàtiques, i més específicament en topologia, les aplicacions obertes i les aplicacions tancades són un tipus especial d'aplicacions entre espais topològics que en relacionen les respectives topologies. Tot i així, són força menys importants que les aplicacions contínues.

## Definició
Una aplicació oberta és una aplicació entre espais topològics que aplica conjunts oberts en conjunts oberts. És a dir, una aplicació f: X → Y és oberta quan, per a cada subconjunt obert U de X, la seva imatge f(U) és un subconjunt obert de Y.
Semblantment, 
una aplicació tancada és una aplicació entre espais topològics que aplica conjunts tancats en conjunts tancats. És a dir, una aplicació f: X → Y és tancada quan, per a cada subconjunt tancat A de X, la seva imatge f(A) és un subconjunt tancat de Y.
Recordem que una aplicació f es diu contínua quan l'antiimatge per f de qualsevol conjunt obert és obert; això també equival a afirmar que l'antiimatge per f de qualsevol conjunt tancat és tancat. Per tal que una aplicació sigui oberta o tancada no cal que sigui contínua i, malgrat la semblança de les definicions, les aplicacions contínues són de llarg molt més importants que les aplicacions obertes o les aplicacions tancades.

## Exemples
Tot homeomorfisme entre espais topològics és una aplicació contínua, oberta i tancada. Recíprocament, una bijecció contínua i oberta (o contínua i tancada) és un homeomorfisme.
Un homeomorfisme local és una aplicació oberta (a més de contínua). Per tant, també són aplicacions obertes els difeomorfismes locals i les aplicacions revestidores.
Si Y és un espai topològic discret (o sigui, tots els seus subconjunts són oberts, i doncs també tancats) llavors qualsevol aplicació f: X → Y és oberta i tancada (però no necessàriament contínua).
Per exemple, la funció part entera de R en Z és oberta i tancada, però no contínua.
Les projeccions canòniques d'un espai topològic producte
X = ΠXi, pri: X → Xi, són obertes i contínues (però no necessàriament tancades).
Per exemple, considerem la projecció p: R² → R tal que p(x,y) = x. La imatge per p del conjunt tancat A definit per l'equació xy = 1 (una hipèrbola) és el conjunt R−{0}, que no és tancat.
Exemple
Considerem l'aplicació f: S1 → [0,2π) que, a cada punt del cercle unitat, li assigna l'angle format pel semieix positiu de les abscisses amb la semirecta que connecta l'origen amb el punt. Aquesta aplicació és bijectiva, oberta i tancada, però no contínua.
Exemple
La funció f: R → R definida per f(x) = x² és contínua i tancada, però no és oberta.
Exemple
La funció f: R → R definida per f(x) = exp(-x²) és contínua, però no és oberta ni tancada.
La projecció d'un espai fibrat sobre la seva base és oberta.
Les submersions són aplicacions obertes.

## Propietats
Una aplicació f: X → Y és oberta sii, per a cada punt x de X i cada veïnat U de x, existeix un veïnat V de f(x) tal que V ⊂ f(U).
Per a comprovar que una aplicació és oberta basta comprovar-ho amb els oberts d'una base; és a dir, f: X → Y és oberta si aplica els oberts d'una base de la topologia de X en oberts.
La composició d'aplicacions obertes és una aplicació oberta,
i la composició d'aplicacions tancades és una aplicació tancada.
El producte de dues aplicacions obertes és oberta; tanmateix, el producte de dues aplicacions tancades pot no ser una aplicació tancada.
Una aplicació bijectiva és oberta sii és tancada.
L'aplicació inversa d'una bijecció contínua és una bijecció oberta i tancada.
Sigui f: X → Y una aplicació contínua que també és oberta o tancada. Llavors:
- si f és suprajectiva, aleshores és una aplicació quocient.
- si f és injectiva, aleshores és un embedding topològic.

Notem, tanmateix, que ni una aplicació quocient ni un embedding no tenen per què ser oberts ni tancats.
Si una aplicació quocient p: X → X/R és oberta, llavors l'espai quocient X/R és separat sii la relació d'equivalència R és tancada (és a dir, el seu graf és un subconjunt tancat de X×X).

## Teoremes sobre aplicacions obertes i aplicacions tancades
Sigui f: X → Y una aplicació contínua. Si X és compacte i Y és separat, llavors f és tancada.
Per tant, si f és a més injectiva, llavors és un embedding.
En anàlisi funcional, el teorema de l'aplicació oberta afirma que tot operador lineal continu suprajectiu entre espais de Banach és una aplicació oberta.
En anàlisi complexa, el teorema de l'aplicació oberta afirma que tota funció holomorfa no constant definida en un obert connex del pla complex és una aplicació oberta.
En topologia algebraica, el teorema de la invariància del domini afirma que tota aplicació contínua injectiva de Rn en ell mateix és oberta. Una conseqüència immediata n'és el teorema de la invariància de la dimensió: dos oberts no buits de Rn i Rm no poden ser homeomorfs llevat que n = m.